# Río Gor
El río Gor, también llamado río Verde en el entorno de la población que le da nombre, es un corto río del sur de España, un afluente del río Fardes, que a su vez lo es del Guadiana Menor, y este a su vez del río Guadalquivir, por lo que está incluido en la cuenca hidrográfica del Guadalquivir. El río discurre íntegramente por la provincia de Granada, comunidad autónoma de Andalucía. 

## Curso
El Gor nace en la sierra de Gor, en el municipio de Gor, en un paraje conocido como el nacimiento del Gor, y luego se le unen diferentes ramblas y fuentes. Corre por los términos municipales de Gor, Gorafe y Villanueva de las Torres donde vierte sus aguas en el río Fardes.
Su caudal es muy irregular, quedando su cauce seco en verano, ya que sus aguas se destinan a regar las vegas que se sitúan a ambos lados de sus márgenes.

## Cañón del Gor
Discurre por un profundo cañón, excavado por sus aguas durante millones de años, hecho que se considera es el origen de su nombre. Existe la creencia que el topónimo Gor proviene del árabe «Garaub» que significa valle u hondonada. Las laderas de este profundo valle han albergado diferentes culturas, restos de las cuales se encuentran en varios asentamientos como Las Angosturas o los múltiples dólmenes que hoy pueden ser visitados en el Parque megalítico de Gorafe.